# Hạt é

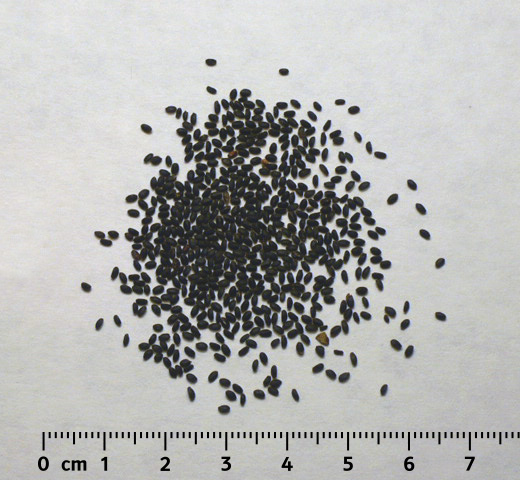
Hạt é

Hạt é hay hột é là một loại hạt của cây hương nhu (danh pháp hai phần: Occimum gratissimum). Có hình dạng bề ngoài trông giống hạt vừng, kích thước nhỏ, màu đen, trương lên khi gặp nước, hạt é thường được sử dụng làm nguyên liệu cho các loại thức uống giải khát. Nước dừa hạt é, chè sương sáo hạt é là một vài trong số cách sử dụng hạt é phổ biến tại Việt Nam.

## Đặc điểm
Hạt é là một bộ phận của một loài hương nhu có thân và hoa màu trắng (phân biệt với cây hương nhu tía có thân và hoa ngả màu tía, thường dùng lá, ngọn non để ăn như một loại rau thơm cho các món lòng lợn, bún chả). Hoa hương nhu trắng khi tàn sẽ để lại hạt có màu đen, có kích thước nhỏ trông giống hột vừng, nhưng khi cho vào nước thì nở lớn mềm ra do lớp vỏ hạt ở bên ngoài hút nước và phồng lên  nguyên nhân chính là do tế bào biểu bì của hột é có một hay nhiều lớp mucilage được dự trữ trong vách tiếp tuyến, khi hột gặp nước, các tế bào chứa mucilage ấy trương lên, vỡ ra và mucilage tan trong nước, đó là những biến đổi các thành phần hoá học trong vách tế bào. Trong hạt é có chứa nhiều chất nhầy (là loại chất xơ tan được) và tính mát (hàn).

## Công dụng
Theo y học hiện đại thì hạt é có chứa nhiều chất nhầy có tác dụng tốt cho sức khỏe. Hạt é có thể pha với đường để uống, nước hạt é rất mát, chữa được rôm sảy. Hạt é không bị tiêu hóa, phân hủy nên chất béo trong hạt é không thấm vào cơ thể. Chính chất nhày của hạt é giúp giảm lượng cholesterol.
Theo y học cổ truyền thì hạt é có tính hàn, có tác dụng thanh nhiệt, lợi cổ họng, giải nhiệt, thông tiện, thường dùng chữa ho khan, cổ họng sưng đau, nôn ra máu, đi cầu ra máu, chảy máu cam, viêm đường tiết niệu, nhức răng, đau mắt đỏ, mụn nhọt. Dân gian hay dùng để làm mát và nhuận cơ thể.Có thể uống nhiều lần trong ngày, dùng thường xuyên không độc, làm thức uống giải khát để trừ các bệnh nhiệt trong mùa hè. Để tăng tác dụng nhuận trường có thể dùng chung với hạt đười ươi (hay lười ươi).

## Phân biệthạt chiavà hạt é
Hạt é nhìn thoáng qua rất dễ nhầm lẫn với hạt chia, một loại hạt rất giàu dưỡng cũng thuộc họ Hoa môi (Lamiaceae) như é. Tuy nhiên, hạt é đen tuyền toàn bộ, kích thước lớn hơn hạt chia một chút, không có độ bóng và sánh như hạt chia. Hạt chia gồm hai màu đen và trắng lẫn lộn, bé bằng nửa hạt vừng, có vằn sọc bên trong và rất bóng và sánh như được áo một lớp dầu.
Khi ngâm nước thì dạng gel của hai loại hạt cũng có dị biệt. Dạng gel của hạt chia dính bết vào nhau còn dạng gel của hạt é là khối nhầy bao quanh từng hạt riêng.